# Maxime Dannery
Maxime Dannery est un architecte des monuments historiques français, né à Thiviers le 20 mars 1858, et mort à Périgueux le 7 janvier 1936.

## Biographie
Il s'est formé seul à l'architecture. Il est entré comme architecte ordinaire des monuments historiques chargé de l'inspection des monuments classés de la Dordogne à l'âge de 30 ans. Cela lui a permis de collaborer avec plusieurs éminents architectes des monuments historiques comme Juste Lisch, Lucien Magne, Sainte-Anne Auguste Louzier, Émile Boeswillwald, Henri Rapine, Jean Camille Formigé.
Il a travaillé à la suite d'Henri Rapine sur l'église Saint-Pierre-ès-Liens de Cumond, en 1898.
En 1908, il a succédé à Alexandre Antoine Lambert comme architecte diocésain des monuments historiques. Les travaux les plus importants de restauration de la cathédrale Saint-Front étaient terminés, mais il est intervenu sur des travaux de détail. Il a travaillé sur la restauration des cloîtres et a commencé la réalisation des sacristies. Il a rassemblé sous les cloîtres les vestiges de la dernière restauration.
Il est intervenu comme architecte sur de nombreux monuments du département dont on trouve la liste dans l'article nécrologique du chanoine Joseph Roux donné dans la bibliographie. Parmi ses travaux les plus importants, il a consolidé le pont coudé de Brantôme, les charpentes et la toiture du château de Puyguilhem, restauré l'église Saint-Théodore de La Rochebeaucourt. Il a construit en 1901 le presbytère Saint-Miche de Paussac-et-Saint-Vivien.
À Périgueux, il a aménagé la salle située à côté du château Barrière pour en faire la salle de réunion de la Société historique et archéologique du Périgord avant que celle-ci ne s'installe au 18 rue Plantier.
Il a pris sa retraite en 1925 et a été remplacé par Paul Cocula. Il a occupé ses loisirs à faire des recherches historiques dont il a publié les résultats dans le Bulletin de la Société historique et archéologique du Périgord. Pendant plusieurs années il a fait paraître dans les Bulletin paroissial de Thiviers une étude mensuelle sur le passé de la ville. Il a fait publier dans la Liberté du Sud-Ouest une importante étude sur les architectes, les entrepreneurs et les ouvriers de la restauration de la cathédrale Saint-Front au XIXe siècle.
Lorsqu'en 1917 l'évêque de Périgueux, Maurice Rivière, a voulu créer une Commission diocésaine d'art et d'archéologie, Maxime Dannery y a été désigné pour représenter la technique professionnelle.
Il avait formé son fils Ernest Dannery pour devenir architecte des monuments historiques, mais il a été tué au cours de la Première Guerre mondiale.

## Distinctions
- Officier d'Académie, en 1909.
- Officier de l'instruction publique, après 36 ans de service dans l'administration des beaux-arts, en 1923.
- Médaille d'argent décerné par la Société française d'archéologie au congrès de Périgueux.
- Élu vice-président de la Société historique et archéologique du Périgord, en 1934.

## Publications
- « Le vieux rempart du Puy-Saint-Front », Bulletin de la Société historique et archéologique du Périgord, t. 46,‎ 1919, p. 63 (lire en ligne)
- « Du sort des établissements religieux périgourdins », Bulletin de la Société historique et archéologique du Périgord, t. 48,‎ 1921, p. 95-106 (lire en ligne)
- « Église Sainte-Marie de Chignac », Écho mensuel du canton de Saint-Pierre-de-Chignac, Tarbes,‎ 1927, p. 15
- « Sergeac et son église », Bulletin de la Société historique et archéologique du Périgord, t. 55,‎ 1928, p. 85-90 (lire en ligne)
- « Église de Rouffignac en Sarladais », Bulletin de la Société historique et archéologique du Périgord, t. 62-Fascicule 3,‎ 1935, p. 190-197 (lire en ligne)
- « Église d'Urval », Bulletin de la Société historique et archéologique du Périgord, t. 62-Fascicule 4,‎ 1935, p. 233-235 (lire en ligne)
- « Église de Saint-Avit-Sénieur ou Saint-Avit-le-Vieux », Bulletin de la Société historique et archéologique du Périgord, t. 62-Fascicule 4,‎ 1935, p. 243-247 (lire en ligne)
- Escaliers de logis périgourdins, Sarlat, Publications de la Société Historique et Archéologique du Périgord. Imprimerie Michelet, 1936, 47 p., compte-rendu par François Deshoulières, dans Bulletin Monumental, 1940, t. 99, no 1, p. 111-112 (lire en ligne)